# كفر بني عثمان
قرية كفر بنى عثمان هي إحدى القرى التابعة لمركز الواسطى في محافظة بني سويف في جمهورية مصر العربية. حسب إحصاءات سنة 2006، بلغ إجمالي السكان في كفر بنى عثمان 5789 نسمة، منهم 2992 رجل و2797 امرأة.